# Victor Séjour
Jean Victor Séjour Marcou et Ferrand (Nueva Orleáns, 2 de junio de 1817 - París, 20 de septiembre de 1874) fue un escritor estadounidense afroamericano en lengua francesa, expatriado en Francia.
Nacido en Nueva Orleáns, pasó la mayor parte de su carrera en París. Su ficción y obras de teatro fueron escritas y publicadas en francés. Aunque en su mayoría desconocido para los escritores estadounidenses posteriores del siglo XIX, su cuento Le Mulâtre (El mulato) es la primera obra de ficción conocida de autor afroamericano. En Francia, sin embargo, fue conocido principalmente por sus piezas teatrales.

## Biografía
Jean Victor Séjour nació el 2 de junio de 1817 en Nueva Orleáns, hijo de François Marcou, negro libre de Santo Domingo (hoy Haití), y Eloisa Philippe Ferrand, una mulata cuarterona nacida en Nueva Orleáns. Sus padres eran ricos y lo educaron en una escuela privada, pues no había escuelas públicas para personas afroamericanas en Nueva Orleáns y la sociedad en conjunto estaba segregada. Se crio como católico.
A la edad de diecinueve años, Séjour se mudó a París para continuar su educación y encontrar trabajo. Otras personas afroamericanas libres de los EE. UU., cuyas familias eran lo suficientemente ricas, estudiaban también en París. Allí conoció a miembros de la élite literaria parisina, incluido Cyrille Bissette, editor de la revista de propiedad negra La Revue des Colonies.
Bisette publicó su primera obra, Le Mulâtre, en francés, en 1837. Es la historia de un esclavo leal que se venga de su cruel amo y padre blanco por la muerte de su esposa. Le Mulâtre contiene una acusación contra la esclavitud en el Nuevo Mundo que no se encuentra en ninguna de sus obras posteriores.
Séjour se alejó de escribir ficción y compuso una Oda a Napoleón en 1841. Publicó el drama en verso El judío de Sevilla, que se estrenó en 1844 y estableció su reputación como dramaturgo. Después escribió, también en francés, Ricardo III, una adaptación de la tragedia histórica homónima de William Shakespeare, que se convirtió en la obra más aclamada de Séjour. Sin embargo, hacia el final de su vida, las piezas teatrales de Séjour fueron perdiendo crédito y su status como autor fue menguando.
Le Mulâtre tuvo escasa influencia en la literatura estadounidense de la épocaÇ: no se tradujo al inglés hasta finales del siglo XX, cuando Séjour se convirtió en objeto de los nuevos estudios académicos en los Estados Unidos, dominados por el multiculturalismo. Su condena de la esclavitud, sin embargo, anticipa el trabajo de escritores afroamericanos del siglo XIX que publicaban en inglés, como Frederick Douglass y William Wells Brown.
A diferencia de su ficción en prosa, Séjour tendía a dejar fuera de sus piezas dramáticas las discusiones raciales. Esto se ejemplifica mejor en su pieza The Brown Overcoat / El abrigo marrón, una comedia artificial típica de la época, con comentarios ingeniosos y juegos de palabras que elude por completo los comentarios raciales y sociales. A pesar de ello, Séjour sigue siendo reconocido como un gran dramaturgo afroamericano, que tuvo una exitosa carrera en Francia.

### Piezas teatrales
- Diego Arias (Le Juif de Séville). Drama en cinco actos y en verso. Representado por vez primera en París, en el Théâtre-Français, en 1844. Leer en ligne
- La Chute de Séjan. Drama en cinco actos y en verso. Representado por vez primera en París, en el Théâtre-Français, en 1849
- Les Grands Vassaux. Drama en tres épocas y en cinco actos. (Representado por vez primera en París, en el Théâtre impérial de l’Odéon, 1851.

Afiche de Fils de la nuit, drama en tres jornadas y un prólogo de Victor Séjour. Théâtre de la Porte-Saint-Martin, París, 11 de julio de 1856.

- Les Volontaires de 1814. Drama en cinco actos y catorce cuadros. (1851) Paris: Michel Lévy Frères, 1862
- Richard III. Drama en cinco actos, Théâtre de la Porte-Saint-Martin, 28 de septiembre de 1852}}. Paris: D. Giraud et J. Dagneau, 1852
- Les Noces vénitiennes. Drama en cinco actos en prosa, Théâtre de la Porte-Saint-Martin, 1855.
- Le Fils de la nuit. Drama en prosa, en tres jornadas y un prólogo, Théâtre de la Porte-Saint-Martin, 11 de julio de 1856. Telecargar y leer en línea
- André Gérard. Drama en cinco actos en prosa. Representado por vez primera en París, Théâtre impérial de l’Odéon, 30 de abril de 1857.
- Le Martyre du Cœur. Drama en cinco actos en prosa, en colaboración con Jules Brésil. Representado por vez primera en París, Théâtre de l'Ambigu-Comique, 15 de marzo de 1858. Théâtre Contemporain Illustré, Paris: Michel Lévy Frères - Éditeurs, 1858
- La Tireuse de cartes, melodrama, Théâtre de la Porte-Saint-Martin, 22 de diciembre de 1860. Paris: Michel Lévy Frères, 1860
- Les Aventuriers. Drama en cinco actos y un prólogo. 1860
- Compère Guillery. Drama en cinco actos y un prólogo. Paris: Michel Lévy Frères, 1860
- Les Massacres de la Syrie. Drama en ocho cuadros. Paris: Barbré, 1861
- Les Mystères du Temple. Drama en cinco actos y ocho cuadros. Théâtre Contemporain Illustré, Paris: Michel Lévy Frères - Éditeurs, 1861
- Le Fils de Charles Quint. Drama en cincol actos y un prólogo, en dos cuadros. Paris: Michel Lévy Frères, 1864
- Le Marquis Caporal. 1864
- Les Enfants de la louve. Drama en cinco actos y un prólogo, en colaboración con Théodore Barrière. Representado por vez primera en París, en el Théâtre de la Gaîté, 13 de abril de 1865. Paris: Michel Lévy Frères, 1865
- La Madone des roses. Drama en cinco actos y prosa. Paris: Michel Lévy Frères, 1869
- Le Paletot blanc. Comedia en un acto, en prosa, Théâtre de la Porte-Saint-Martin. Théâtre Contemporain Illustré, Paris: Michel Lévy Frères - Éditeurs
- L'Argent du Diable. Comedia en tres actos en prosa, en colaboración con A. Jaime, Théâtre des Variétés